# Taeniodera laotica
Taeniodera laotica är en skalbaggsart som beskrevs av Thierry Bourgoin 1923. Taeniodera laotica ingår i släktet Taeniodera och familjen Cetoniidae. Inga underarter finns listade i Catalogue of Life.